# Blackbox-teater
Et blackbox-teater eller en studiescene er en simpel, ofte mindre, teaterscene, der typisk består af et firkantet rum med sorte vægge og fladt gulv. Rummets enkelhed gør det muligt at bruge det til at skabe en række varierede sceneinteraktioner med publikum. Blackbox-teater regnes for en relativ ny innovation inden for teater.

## Historie
Blackbox-teatre har deres rødder i den amerikanske avantgarde i begyndelsen af det 20. århundrede, og de blev populære som øvelokaler  i takt med, at de blev mere og mere udbredte i 1960'erne .
Næsten ethvert stort rum kan omdannes til en "blackbox" ved hjælp af maling eller gardiner, og det gør blackbox-teatre let tilgængelige for teaterkunstnere. Sættene er enkle og små, og omkostningerne er lavere, hvilket appellerer til nonprofit- og mindre bemidlede kunstnere eller virksomheder. Blackboxen anses også af mange for at være et sted, hvor mere "rent" teater kan udforskes, med flere menneskelige og mindre tekniske elementer i fokus.
Konceptet med en bygning designet til fleksible iscenesættelsesteknikker kan tilskrives den schweiziske designer Adolphe Appia, omkring 1921. Opfindelsen af en sådan scene indledte et halvt århundrede med scenenyskabelser i forholdet mellem publikum og kunstnere. Også Antonin Artaud havde ideer om en scene af denne type, idet den første fleksible scene i USA var placeret i skuespilleren og manageren Gilmor Browns dagligstue i Pasadena, Californien. Mens stueindretningen betød, at Browns scene ikke var en blackbox i klassisk forstand, anså man stadig ideen som værende revolutionerende. Denne idé og to efterfølgende eksperimenter er kendt som det tidligste "blackbox-teater", og fungerede som et afprøvnings- og testrum for Browns større spillested, Pasadena Playhouse.

## Teaterformen i brug
Blackbox-rum regnes som lette at opbygge og vedligeholde. Rummene er normalt hjemsted for skuespil eller andre forestillinger, der bygger på helt basale tekniske arrangementer, såsom en begrænset sætopbygning. Som hovedregel omfatter blackboxen en klassisk eller ombygget arenascene eller et arenateater.
Universiteter og andre teateruddannelser anvender blackbox-teatret som form, fordi rummet er alsidigt og let at ændre. Den sorte baggrund kan tilskynde publikum til at fokusere på skuespillerne og dermed synliggøre skuespillet mere. Mange teateruddannelser benytter både en stor hovedscene samt et blackbox-teater. Dette åbner ikke alene mulighed for, at to produktioner kan finde sted samtidigt, men giver også mulighed for en stor ekstravagant produktion på hovedscenen og en mindre eksperimentel forestilling i blackboxen.
Blackbox-rum er ligeledes populære på fringe teater-festivaler, fordi de på grund af deres enkle design og udstyr kan bruges til mange forestillinger pr. dag. Denne enkelhed betyder også, at et blackbox-teater kan tilpasses andre rum, såsom hotelkonferencelokaler. Dette er almindeligt på Edinburgh Festival Fringe, hvor de større spillesteder lejer hele bygninger og opdeler rummene, så de kan udlejes til flere teatervirksomheder. "Black Box Teater" i Oslo og "Alvina Krause Studio" på Northwestern University er teatre af denne type.

## Teatrets kendetegn
De fleste ældre blackboxe blev bygget som tv-studier med et lavt rørgitter foroven, mens de nyere rum typisk har en catwalk eller spændingsgitter, hvor sidstnævnte kombinerer rørgitterets fleksibilitet med tilgængeligheden af en catwalk.
Interiøret i de fleste blackbox-teatre er malet sort, selvom det ikke er et definitionskrav. Fraværet af farve giver ikke kun publikum en følelse af at være "hvor som helst"  (med en større fleksibilitet til følge), men giver også mulighed for et innovativt lysdesign.